# Ain’t Your Mama
«Ain’t Your Mama» (с англ. — «Не твоя мама») — сингл американской певицы Дженнифер Лопес. Написан под влияниями регги, дэнсхола и латиноамериканской музыки. В лирике затрагивает темы расширения прав и возможностей женщин.
Был выпущен 7 апреля 2016 года на лейблах Epic Records и Nuyorican Productions. Стал для Лопес первым более чем за четыре года появлением в чартах некоторых европейских стран. Хотя он вошел в первую десятку в различных чартах и получил бриллиантовый статус во Франции и Польше, в Соединенных Штатах он остановился на 76-м месте. Сопровождающий клип был снят Кэмероном Дадди и выпущен 6 мая 2016 года. В нём Лопес играет женщин из различных десятилетий второй половины XX века, чтобы показать движение второй волны феминизма.

## Предыстория
В марте 2016 года, через шесть лет после ухода Лопес с лейбла, было объявлено, что она вернулась в Epic Records и Sony Music Entertainment, подписав с лейблом контракт на выпуск нескольких альбомов. Ранее Лопес выпустила два альбома на лэйбле Universal Music Group, Love? в 2011 году на Island Records и A.K.A. в 2014 году на Capitol Records. Является первым синглом, выпущенным после ухода из Epic Records, и ожидается, что он будет предшествовать её девятому студийному альбому.

## Композиция
Написан в жанре поп композиторами: Меган Трейнор, Терон Томас, Джейкоб Хиндлин, Гамаль «Lunchmoney» Льюис, Dr. Luke, Cirkut. Продюсерами выступили Dr. Luke и Cirkut. Трейнор исполнила бэк-вокал. В песне используются тяжелая перкуссия, барабаны и латинский бит смешанный с ритмом регги.

## Релиз
Лопес анонсировала сингл во время живого видео-чата на Facebook, продвигая финал сериала American Idol, где она исполнила краткий отрывок песни. Она подтвердила, что он будет выпущен в цифровом виде через iTunes 7 апреля 2016 года. Лопес позже разместила видео в своей учётной записи в Instagram. Видео набрало около 429 000 просмотров в течение первых двух часов после выпуска. Согласно австралийскому новостному сайту, фотография с обложки сингла была сделана ещё в 2003 году для выпуска Esquire.

## Критика
Хью Макинтайра из Forbes написал: «В треке есть намек на латинское пламя, и никто не делает это лучше». Сара Геффен из MTV News назвала его «минималистичным, но оптимистичным», заявив, что голос Лопес занимает «центральное место». Гризельда Флорес из Billboard считает, что с лирической точки зрения песня «прославляет женщину, которая независима и не принимает партнера, о котором нужно заботиться и Лопес ставит своего мужчину на его место за то, что он не играет роли в их отношениях». Журнал Rap-Up охарактеризовал сингл как «дерзкий». Ширли Ли из Entertainment Weekly считает, что это «гимн, прославляющим её независимость и неприязнь к чрезмерно зависимым партнерам». Робби Доу из блога Idolator назвал его «мгновенно запоминающимся треком» и «гимном независимых женщин». Джесси Моррис из журнала Complex сказала, что это «заразительный гимн», заметив, что «горячий бит трека, смешанный с обжигающим хуком, делает сингл радио-хитом». Бреннан Карли из журнала Spin похвалил «страстную лирику и убойный барабанный бит». Льюис Корнер из Digital Spy назвал песню «гимном, потрясающим бедра». Алекса Кэмп из журнала Slant Magazine отметила, что «тонкий регги-ритм песни напоминает сингл 2011 года „I’m Into You“».

## Музыкальное видео

### Производство
Музыкальное видео на «Ain’t Your Mama» снял Кэмерон Дадди. 6 мая 2016 года Лопес анонсировала клип, разместив закулисное видео в котором она находится в образе домохозяйки 1950-х годов с прической в стиле Степфордских жен. В ролике представлены разные стили из разных периодов (от 1950-х до наших дней). Одним из создателей гардероба Лопес был Тьери Мюглер. В финальном танцевальном эпизоде можно увидеть Лопес в джинсовых сапогах до бедра на шпильке, разработанных барбадосской певицей Рианной и Маноло Блаником и подаренных Рианной. Сообщалось, что производство видеоклипа было почти остановлено из-за нехватки средств, в результате чего был нанят специалист по продакт-плейсменту. Размещение продуктов в видео включает журнал Vogue, водку Beluga, кофе Lavazza и мобильную социальную сеть Friendable.

### Синопсис
В клипе Лопес играет несколько персонажей, в том числе: ведущую новостей, призывающую женщин «восстать против своих угнетателей-мужчин», домохозяйку 1950-х, секретаршу 1960-х, низкооплачиваемого фабричного рабочего в 1970-х и бизнесвумен 1980-х.

### Критика
Саша Геффен из MTV News назвала видео «политически заряженным». Лейла Кобо из Billboard похвалила видео назвав его «чрезвычайно развлекательным», отметив, что в нём изображена «история борьбы женщин за независимость с различными социальными отсылками». Автор журнала Complex Сюзанна Вайс похвалила «мощную сюжетную линию», отметив: «Это гимн для женщин, имеющих дело с мужчинами и детьми повсюду, и музыкальное видео связывает его с более серьёзными проблемами сексизма, которые способствуют этим отношениям». Дэйв Куинн из журнала People сказал: «Она не жалеет слов, когда дело доходит до феминистского послания песни». Ричи Розарио из Vibe написал: «Как и многие другие женщины, которые продемонстрировали свое тяжелое положение в связи с гендерным неравенством через искусство, мисс Лопес определённо выступает с заявлением». Сабиенна Боумен из журнала Bustle дала высокую оценку музыкальному видео и сказала: «Каждый кадр в видео наполнен историческими образами, которые переносят вас от начала движения феминизма второй волны до сегодняшнего дня». Кристина Каутеруччи из интернет-изданиея Slate напротив отреагировала отрицательно, назвав видео «печальным видением будущего феминизма» и заявив, что оно служит «полезной иллюстрацией восходящего бренда феминизма, который может похвастаться рыночным стилем, а не политическим содержанием».

## Живые выступления
Премьера «Ain’t Your Mama» состоялась 7 апреля 2016 года на финале телешоу American Idol. Лопес была одета в костюм французской горничной и пела в окружении шести танцоров. В следующем месяце она исполнила сингл на частном концерте Telemundo, который проходил в бальном зале Hammerstein.

## Позиции в чартах

### Еженедельные чарты
| Чарт                                 | Высшая позиция |
| ------------------------------------ | -------------- |
| Аргентина (Monitor Latino)           | 7              |
| Австралия (ARIA Charts)              | 85             |
| Австрия (Ö3 Austria Top 40)          | 11             |
| Бельгия (Ultratip Vlaanderen)        | 19             |
| Бельгия (Ultratop 50 Wallonia)       | 27             |
| Канада (Canadian Hot 100)            | 34             |
| Дания (Tracklisten)                  | 36             |
| Франция (SNEP)                       | 11             |
| Германия (GfK Entertainment Charts)  | 5              |
| Венгрия (Dance Top 40)               | 5              |
| Венгрия (Rádiós Top 40)              | 5              |
| Венгрия (Single Top 40)              | 6              |
| Италия (FIMI)                        | 32             |
| Ливан (The Official Lebanese Top 20) | 4              |
| Нидерланды (Single Top 100)          | 63             |
| Польша (Polish Airplay Top 100)      | 3              |
| Польша (Dance Top 50)                | 36             |
| Польша (Video Chart)                 | 4              |
| Португалия (AFP)                     | 29             |
| Шотландия (OCC)                      | 69             |
| Словения (SloTop50)                  | 16             |
| Южная Корея (Gaon Chart)             | 97             |
| Швейцария (Schweizer Hitparade)      | 16             |
| Швейцария (Media Control Romandy)    | 4              |
| США Dance Club Songs (Billboard)     | 44             |
| Венесуэла (Pop Record Report)        | 5              |

### Годовые чарты
| Чарт (2016)                     | Высшая позиция |
| ------------------------------- | -------------- |
| Австрия (Ö3 Austria Top 40)     | 48             |
| Бельгия (Ultratop Wallonia)     | 88             |
| Польша (ZPAV)                   | 21             |
| Швейцария (Schweizer Hitparade) | 45             |